# Nadia Nadim
Nadia Nadim (Herat, Afganistán, 2 de enero de 1988) es una futbolista afgana nacionalizada danesa. Juega como delantera en el Racing Louisville FC de la National Women's Soccer League de Estados Unidos. Es la primera futbolista nacionalizada en integrar la selección de Dinamarca.

## Biografía
Sobrevivió a una dura infancia en Afganistán junto a su padre, general del Ejército Nacional Afgano, que fue asesinado por los talibanes cuando Nadia tenía 12 años. Su madre decidió escapar de Afganistán con sus cinco hijas. Llegaron hasta Pakistán pagando a un traficante y desde allí a Italia usando pasaportes falsos. Se escondieron en un camión y llegaron a Dinamarca donde solicitaron asilo y donde Nadia descubrió su pasión por el fútbol. Se convirtió en la primera nacionalizada danesa en jugar en la selección de Dinamarca.

## Trayectoria

### Inicios
Nadim jugó para el B52 Aalborg, Team Viborg de 2005 a 2006 y el IK Skovbakken danés de 2006 a 2012, antes de su traspaso al Fortuna Hjørring en 2012. Debutó en la Liga de Campeones en septiembre del mismo año, anotando un doblete en la victoria por 2-1 sobre las campeonas escocesas del Glasgow City.

### Sky Blue
Hizo pie en Estados Unidos para unirse al Sky Blue FC cerca del final de la temporada 2014 de la NWSL. Nombrada Mejor Jugadora del Mes en agosto, registró 7 goles y 3 asistencias en sus 6 partidos durante ese año.

### Portland Thorns

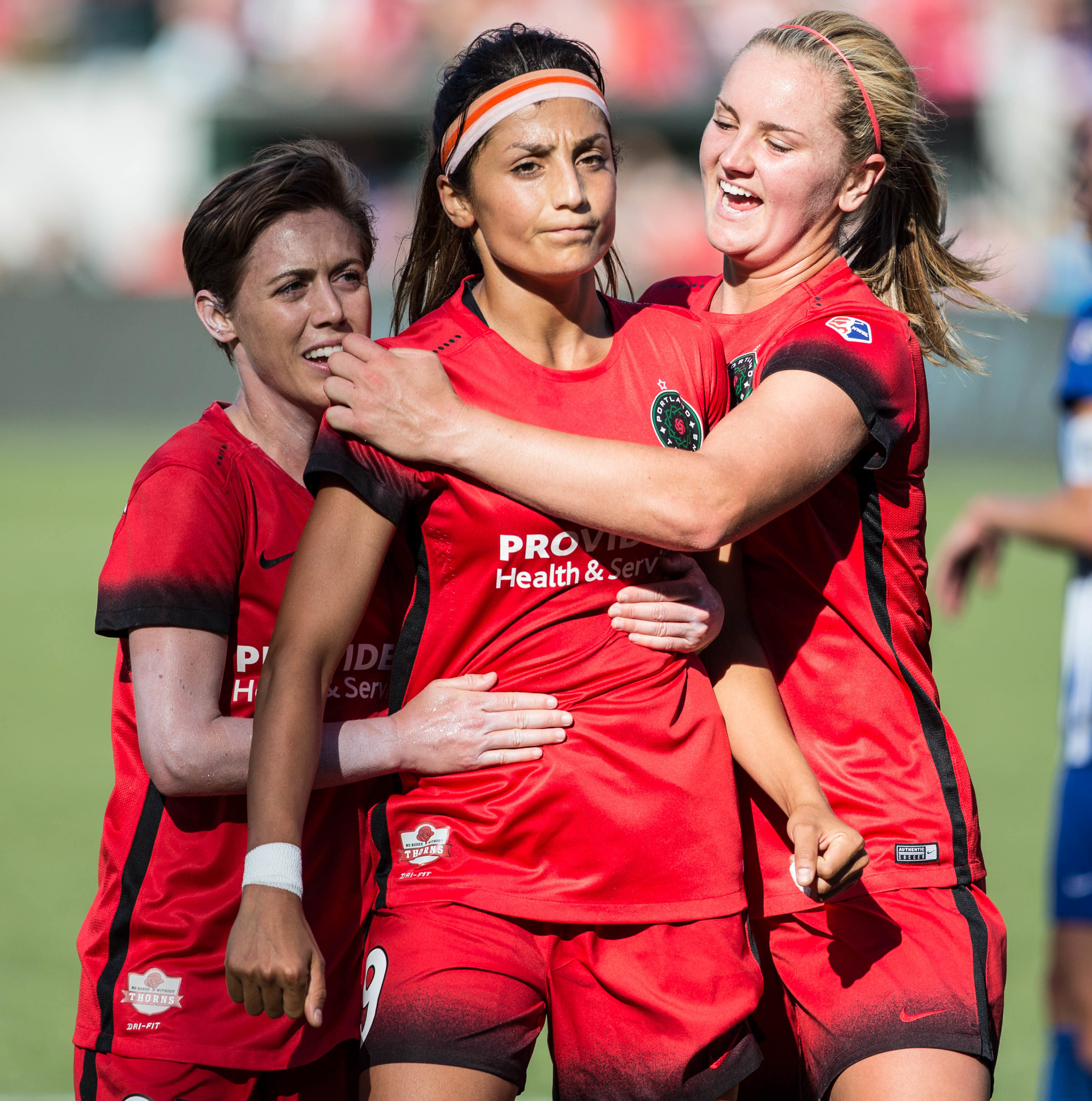
Nadim celebra un gol con Meghan Klingenberg y Lindsey Horan.

En enero de 2016 se unió al Portland Thorns FC. Jugando como delantera, cerró la temporada 2016 como la máxima goleadora del equipo con 9 goles en 20 partidos cuando su equipo ganó el NWSL Shield. En la siguiente temporada, terminó en segundo lugar con el Thorns durante la fase regular para luego ganar el campeonato de la NWSL 2017.

### Manchester City
Nadim fichó por el Manchester City de la Women's Super League en septiembre de 2017. El césped inglés la recibió por primera vez el 7 de enero de 2018 cuando su equipo derrotó por 5-2 al Reading, con una Nadim marcando a los 6 minutos del pitido inicial y brindando una asistencia para el segundo gol 26 minutos después. En su segundo partido con el equipo, anotó el gol de la victoria por la mínima ante el Chelsea en la semifinal de la Continental Tires Cup.
En julio de 2018, durante una gira por Estados Unidos con el equipo inglés, la BBC informó que Nadim había solicitado un traspaso, afirmando que nunca se había sentido como en casa allí y quería irse. A finales de ese año, el Manchester City anunció que Nadim dejaría el club y su contrato finalizaría el 1 de enero de 2019.

### Paris Saint-Germain
Nadim se incorporó al Paris Saint-Germain en enero de 2019 y tras una exitosa temporada extendió su contrato meses más tarde. Para la temporada 2019-20 ya se encontraba afianzada en el equipo y luciendo el brazalete de capitana. Registró 13 goles y 13 asistencias en 16 partidos de liga y copa.

### Racing Louisville FC
La afgana regresó a la escena estadounidense en junio de 2021 de la mano del Racing Louisville FC, cuatro años después de haber dejado el Portland Thorns FC.
En septiembre de 2021, con la NWSL tambaleándose por los escándalos de abusos en la liga, acusó a los directivos del NJ/NY Gotham FC de falsificar su firma en una extensión de contrato para poder transferir sus derechos al Portland en enero de 2016. También acusó al personal de la liga de presionarla para que se sometiera a una cirugía por la lesión del ligamento cruzado anterior en los Estados Unidos en lugar de en el extranjero, amenazándola con que «si algo salía mal con la cirugía fuera de los Estados Unidos, podrían considerar tomar medidas contra mí».

## Selección nacional

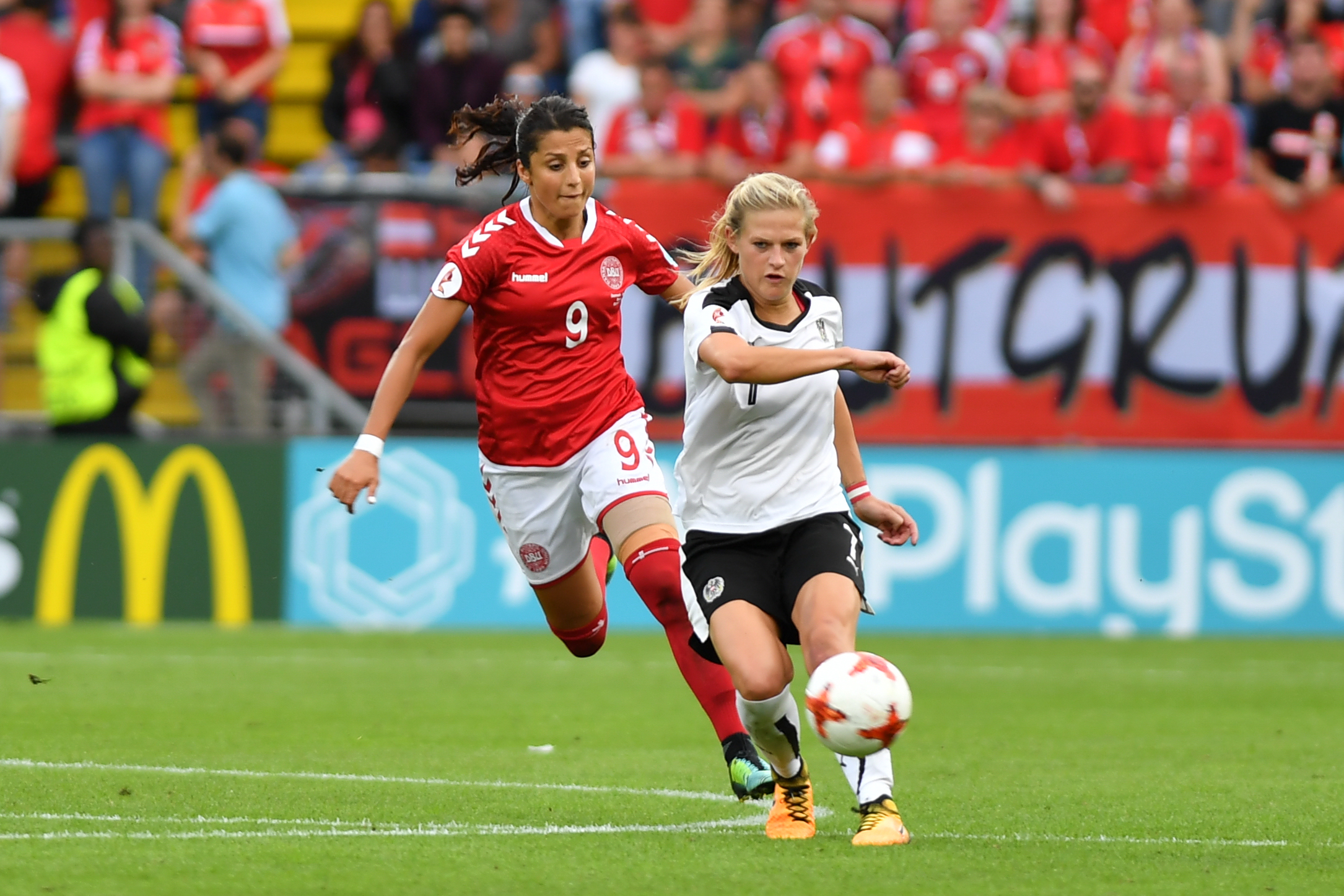
Nadim (izquierda) jugando para Dinamarca en 2017.

Según la ley de nacionalidad danesa, Nadim no podía solicitar la ciudadanía hasta cumplir 18 años en 2006. Cuando finalmente se concedió la ciudadanía en 2008, las reglas de elegibilidad de la FIFA impidieron que la futbolista jugara para Dinamarca porque aún no había sido residente durante los cinco años requeridos después de cumplir 18. Más tarde, una apelación de la Unión Danesa de Fútbol llevó a la FIFA a hacer una excepción en el caso de Nadim.
La delantera se convirtió inmediatamente en miembro de la selección de Dinamarca, haciendo su debut en la Copa Algarve de 2009 en una derrota por 2-0 ante Estados Unidos. Al hacerlo, se convirtió en la primera danesa naturalizada en representar a la selección absoluta de fútbol de Dinamarca. Participó en los tres partidos de Dinamarca en la Eurocopa de 2009.
Fue convocada para disputar la Eurocopa 2013. En el primer partido de la fase de grupos contra la anfitriona Suecia, Nadim ingresó como suplente en un accidentado empate por 1-1.
En la siguiente Eurocopa de 2017, jugó un papel decisivo en el avance de Dinamarca, anotando el gol del empate en la eventual victoria danesa por 2-1 sobre la favorita Alemania en las fases eliminatorias, y poniendo en ventaja a su país en la final, aunque Dinamarca finalmente caería ante las anfitrionas de los Países Bajos por 4-2.

## Clubes
| Club                 | País           | Año         |
| -------------------- | -------------- | ----------- |
| IK Skovbakken        | Dinamarca      | 2006 - 2012 |
| Fortuna Hjørring     | Dinamarca      | 2012 - 2015 |
| Sky Blue F.C.        | Estados Unidos | 2014 - 2015 |
| Portland Thorns      | Estados Unidos | 2016 - 2017 |
| Manchester City      | Inglaterra     | 2018        |
| Paris Saint-Germain  | Francia        | 2019 - 2021 |
| Racing Louisville FC | Estados Unidos | 2021 - 2023 |

## Palmarés

### Campeonatos nacionales
| Título                         | Club                | País           | Año     |
| ------------------------------ | ------------------- | -------------- | ------- |
| Copa de Dinamarca              | Fortuna Hjørring    | Dinamarca      | 2009    |
| Elitedivisionen                | Fortuna Hjørring    | Dinamarca      | 2013-14 |
| National Women's Soccer League | Portland Thorns FC  | Estados Unidos | 2017    |
| Division 1 Féminine            | Paris Saint-Germain | Francia        | 2020-21 |

## Reconocimientos
En julio de 2019, Nadim fue nombrada «Campeona de la UNESCO para la Educación de las Niñas y las Mujeres» en reconocimiento por su papel en la promoción del deporte y la igualdad de género, su contribución a la acción educativa de la UNESCO en favor de los jóvenes, la defensa de la educación de las niñas y las mujeres, y el apoyo a la acción de la organización en todo el mundo.

## Vida personal
De religión musulmana, Nadim asistió a la facultad de medicina en la Universidad de Aarhus (de forma remota durante la temporada de fútbol) con el objetivo de convertirse en cirujana cuando terminara sus días de futbolista. En 2020, se desempeñaba como asistente en cirugía. Dos años más tarde se graduó en medicina.
En 2018, Forbes la ubicó en el puesto 20 en su lista de "Mujeres más poderosas en los deportes internacionales".
Nadim habla nueve idiomas.
Su madre, Hadima Nadim, murió atropellada por un camión el 23 de noviembre de 2022, a los 57 años. Nadia se enteró del hecho mientras hacía de comentarista, en la emisora británica ITV, del partido entre Dinamarca y Túnez en la Copa del Mundo de 2022, retirándose inmediatamente del set.

### Controversias durante el Mundial de Catar
En diciembre de 2021, Nadim recibió críticas en los medios por describir a Catar como una nación que ayuda a las personas necesitadas. Su descripción positiva del estado árabe chocó con el consenso general de la población danesa y la opinión formulada por la Unión Danesa de Fútbol sobre la opresión de los derechos humanos y las malas condiciones de los trabajadores migrantes en Catar. Posteriormente, Nadim negó haber recibido dinero por su actuación en Catar, lo que resultó no ser cierto cuando el diario danés B.T. descubrió que había recibido un pago por asistir a la cumbre de educación en el país.
Como consecuencia de su papel como embajadora de la Copa del Mundo en Catar, el Danish Refugee Council (DRC) le retiró a la futbolista su papel como embajadora de buena voluntad. Nadim declaró en su cuenta de Twitter que su colaboración con el DRC había estado inactiva desde principios de 2019. Sin embargo, el periódico B.T. demostró que esta afirmación era inexacta.